# Chine de commande

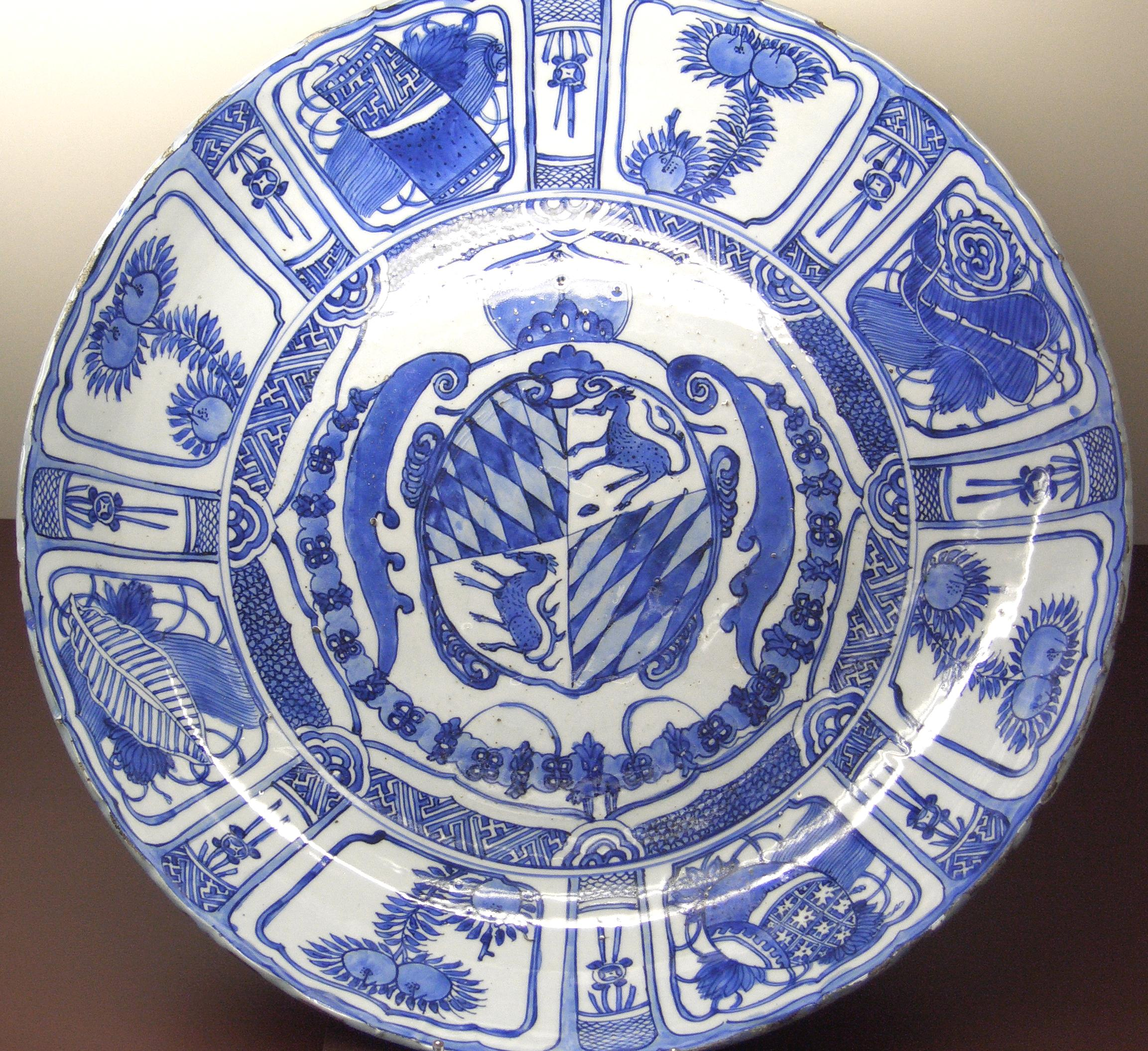
Wanli porselein, Chine de commande met het wapen van Beieren

Chine de commande is de verzamelnaam voor Chinees porselein dat voor de Europese markt werd vervaardigd. 

## Geschiedenis
De handel in porselein vond in de Romeinse tijd en in de middeleeuwen al sporadisch plaats maar China en Europa kenden elkaar niet. Er werd over de zijderoute met veel moeite zijde, specerijen, rijst en porselein verhandeld. China had geen behoefte aan Europese producten.
In Nederland werd porselein bekend, toen eind februari 1603 een Portugese kraak werden gekaapt in de Straat van Malakka door admiraal Jacob van Heemskerck, beladen met zijde en 100.000 stuks porselein. Op de veilingen van de VOC bracht dit zogenaamde kraakporselein enkele miljoenen op. Iedereen raakte in de ban van het exotische product. Johannes Isacus Pontanus vermeldt dat in 1611 porseleinen schotels alledaagse, maar prijzige voorwerpen waren.

## Kraakporselein
De term kraakporselein vindt zijn oorsprong in de naam van de Portugese schepen caraques of kraken, waarmee de lading naar Europa werd vervoerd. Het kraakporselein was goedkoop, grof en ongesigneerd. Het was speciaal voor de Europese markt bedoeld en werd vaak door de VOC als ballast onder in het schip geladen. In de Nederlandse huishoudens diende het Chinese porselein aanvankelijk als siervoorwerp. Het werd te pronk gezet op kasten, op speciale richels en op de schoorsteenmantel. De pottenbakkers in Delft werden beïnvloed door het blauw-witte Chinese porselein. Ze gingen over tot het produceren een blauw-wit faience, veelal met Chinese Wanli motieven.
Pater d' Entrecolles, een Franse Jezuïet heeft de productiemethoden in China in een aantal beroemd geworden brieven beschreven. Na 1730 komt er vooral gekleurd porselein uit China. Bij de ontwikkeling van het procedé hadden de Chinezen hulp van een deskundige Jezuïet. De kleur roze of rood was rond 1685 ontwikkeld door de Leidse, Potsdammer of Hamburgse (?) arts, chemicus of glazenier Andreas Cassius en in het begin van de 18e eeuw geïntroduceerd in China.
Ondertussen plaatsten de Nederlanders opdrachten in China, het zogenaamde Chine de commande, gekenmerkt door de Europese taferelen, familiewapens, landschapjes, beroemde personen, provinciewapens, en actuele gebeurtenissen. 
Cornelis Pronck tekende tussen 1734-1737 en in opdracht van de VOC vijf verschillende Chinese motieven, waaronder de dame met de parasol, de drie doktoren en het prieel. De VOC bemoeide zich steeds minder met de invoer van porselein, en liet de handel over aan particulieren.

### Japans porselein
Toen de Nederlanders vanwege een burgeroorlog tussen de Zuidelijke Ming en de Mantsjoes in de periode tussen 1650 en 1680 moeilijk aan Chinees porselein konden komen, bovendien bij de overgave van Fort Zeelandia aan Coxinga in februari 1662 het eiland Formosa moesten opgeven, gingen de VOC-schepen vaker naar Japan om porselein aan te schaffen. De productie van Imari-porselein in Arita, niet ver Deshima (Japan) was opgestart door Koreanen rond het jaar 1600. Vanaf 1640 probeerde Japan autarkisch te zijn en stimuleerde de productie van porselein. Vanaf 1646 produceerde Arita ook voor de export naar Europa.
In december 1659 liet Zacharias Wagener 40 kisten met porselein naar Batavia verschepen. Wagener had steengoed uit Westerwald als voorbeeld laten gebruiken, toen de goedkeuring uit Amsterdam op zich liet wachten. Er lag nog een grote order gereed van meer dan 21.000 stuks voor Mocha. Het Japanse porselein was evenwel twee keer zo duur als het Chinese porselein. 
Pas toen Hollanders met onder andere Johan Nieuhof en Joan van Hoorn de Chinese keizer de nodige eer bezorgden, werd het opnieuw toegestaan met regelmaat de Chinese havens aan te doen. De aanvoerproblemen vanuit China waren voor de pottenbakkers in Delft, Gouda, Harlingen en Makkum niet ongunstig. Er werd vervolgens in China Imari porselein besteld, als gevolg van de hoge prijzen in Japan. 